# Natica tedbayeri
Natica tedbayeri is een slakkensoort uit de familie van de Naticidae. De wetenschappelijke naam van de soort is voor het eerst geldig gepubliceerd in 1986 door Rehder.